# Wikipédia en vieil anglais
 (février 2025).
Motif : où sont les sources secondaires indépendantes du sujet qui permettent d'en démontrer l'admissibilité ?
- Archive Wikiwix
- Bing
- Cairn
- DuckDuckGo
- E. Universalis
- Gallica
- Google
- G. Books
- G. News
- G. Scholar
- Persée
- Qwant
- (zh) Baidu
- (ru) Yandex
- (wd) trouver des œuvres sur Wikidata

| 1. | Préciser le motif de la pose du bandeau. | Précisez le motif de la pose du bandeau en utilisant la syntaxe suivante : {{admissibilité à vérifier\|date=mars 2025\|motif=remplacez ce texte par le motif}}                                  |
| 2. | Informer les utilisateurs concernés.     | Pensez à avertir le créateur de l'article, par exemple, en insérant le code ci-dessous sur sa page de discussion : {{subst:avertissement admissibilité à vérifier\|Wikipédia en vieil anglais}} |

Wikipédia en vieil anglais (en anglo-saxon : Engliscan Ƿikipǣdia ou Wikipǣdia ou ᚹᛁᚳᛁᛈᚫᛞᛁᚪ) est l’édition de Wikipédia en vieil anglais (ou anglo-saxon), langue anglo-frisonne parlée en Angleterre et dans le sud de l'Écosse du  Ve au XIIe siècle. L'édition est lancée en octobre 2004,,,. Son code est : ang.
Au 21 mars 2025, l'édition en anglo-saxon contient 4 759 articles et compte 131 660 contributeurs, dont 61 contributeurs actifs et 1 administrateur.

## Présentation

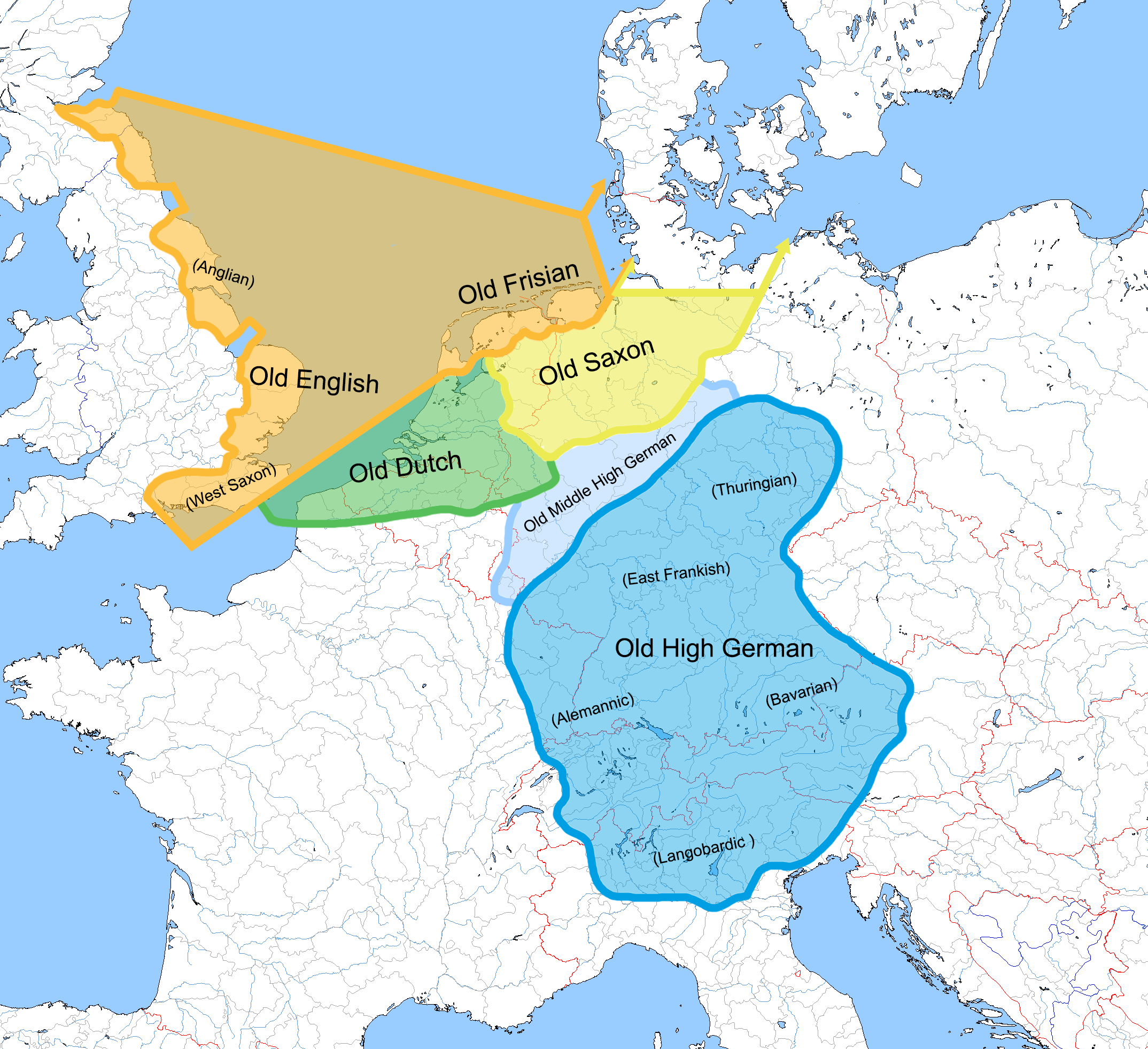
Aire de diffusion du vieil anglais.

## Statistiques
- Le 12 mars 2015, l'édition en anglo-saxon compte 2 684 articles et 67 111 utilisateurs enregistrés[5], ce qui en fait la 192e[6] édition linguistique de Wikipédia par le nombre d'articles et la 51e[7] par le nombre d'utilisateurs enregistrés, parmi les 287 éditions linguistiques actives.
- Le 6 novembre 2022, elle contient 3 774 articles et compte 118 946 contributeurs, dont 44 contributeurs actifs et 2 administrateurs.
- Le 14 septembre 2024, elle contient 4 521 articles et compte 129 064 contributeurs, dont 44 contributeurs actifs et 1 administrateur.